# Casa Teixidor (Girona)
La Casa Teixidor és una obra de Girona declarada bé cultural d'interès nacional.

## Descripció
La casa Teixidor és coneguda popularment com a Casa de la Punxa, en al·lusió a l'element formalment més contundent de l'edifici, que és la torre situada al xamfrà. Aquesta torre, coberta amb una teulada d'escates de ceràmica vidriada de tres colors, és la reminiscència d'un historicisme modernista superat a la resta de la construcció, que podem encabir dins el noucentisme i que es caracteritza per l'avantguardista simplificació formal en el tractament de la façana dominada per una verticalitat accentuada però lleugera. Són remarcables els treballs artesanals en ferro i vidre, tant a l'exterior com a l'interior. així com el molí esgrafiat que trobem a la torre. A l'hora de definir aquesta obra s'ha dit que el llenguatge de Masó passava per un moment de crisi correspost per la societat que l'envoltava.

## Història
La Casa Teixidor va aparèixer com un encàrrec de l'industrial Alfons Teixidor a Rafael Masó després que aquest hagués acabat les obres de la Farinera Teixidor. Originàriament era uns magatzems i una casa de pisos de lloguer. Actualment l'edifici ha estat restaurat com a seu del Col·legi d'Aparelladors i Arquitectes Tècnics.